# Eveniment
Evenimentul (latină evenire) este o întâmplare importantă, remarcabilă, fapt de mare însemnătate, din punct de vedere social sau individual, poate fi ceva neașteptat, întâmplare  fericită sau tragică.
Exemple de evenimente, sunt evenimentele istorice, geologice, astronomice, medicale, diferite aniversări, sau personale ca zilele onomastice sau de naștere.